# Eriococcus kamahi
Eriococcus kamahi är en insektsart som beskrevs av James Mather Hoy 1958. Eriococcus kamahi ingår i släktet Eriococcus och familjen filtsköldlöss. Inga underarter finns listade i Catalogue of Life.